# 오사키촌 (미야기현)
오사키촌(大崎村)은 미야기현 다마쓰쿠리군 동남부에 설치되었던 촌이다. 오사키시 이와데야마 시모메·이와데야마미나미자와·후루카와오사키·후루카와시미즈·후루카와신덴·후루카와미나미자와에 해당한다.

## 연혁
- 1875년 10월 17일 - 미즈사와 현에 의한 촌락 통합에 따라 나세이 촌과 후시미 촌이 합병해 오사키 촌이, 산초메 촌과 나리타 촌이 합병해 시미즈 촌이 각각 성립한다
- 1889년 4월 1일 - 정촌제 시행과 함께 다마쓰쿠리군 오사키촌이 성립하였다.
- 1896년 4월 1일 - 오사키촌을 폐지하고 5개 마을을 구성하여 히가시오사키촌이 되었다.